# 2010年11月澳门

## 11月30日
- 保安施政辯論
  - 保安司司長張國華透露，澳門目前約有五千名水客。由於活動模式轉趨隱蔽，海關執法有困難。澳門日報
  - 司警局局長黃少澤就互聯網犯罪作回應時，指若屬准公罪或私罪，只會應受害人的告訴或私人控訴而調查，因此不必憂慮言論自由受損。正報
- 上海世博澳門籌備辦公室舉行總結會，公佈實際建築費約為1.7億元，營運費約為2000萬元。市民日報[]

## 11月29日
- 保安施政辯論
  - 保安司司長張國華表示，明年計劃安裝429部監視器。監管使用的法案明年中交立法會審議。澳門日報
  - 議員區錦新批評警方在拒絕香港人士入境和總理溫家寶訪澳期間濫權。保安司司長張國華表示，當局有設定出入境的做法與世界接軌，對每名入境人士均以個案方式處理，而警方也會因應交通和安全為由更改遊行路線並向外公佈。正報
  - 多名議員批評警方打擊黑工不力。市民日報[]
- 政府委任兩人為中級法院法官，其中一人為原初級法院院長何偉寧。又於中級法院設立兩個分庭，分別專責刑事案及其他案件。印務局（页面存档备份，存于）印務局（页面存档备份，存于）印務局（页面存档备份，存于）
- 環境保護局宣佈完成焚化爐舊廠升級前，將以新廠為主力，並責成處理飛灰的公司密封處理。新聞局（页面存档备份，存于）

## 11月28日
- 歐文龍貪污案中涉嫌清洗黑錢被判五年的歐文富深夜因糖尿病併發症於山頂醫院逝世，終年五十一歲。澳門日報
- 交通事務局局長汪雲表示，計劃在舊區引進電動小巴。華僑報（页面存档备份，存于）
- 澳區全國人大代表林笑雲表示，澳門政制發展可以開始討論，並預計三至五年內能達成共識。市民日報[]
- 有基層團體發起遊行，抗議明年削減現金分享金額。正報

## 11月27日
- 廣州亞運結束，澳門代表隊以一金一銀四銅，歷來最佳成績完成賽事。澳門電台（页面存档备份，存于）

## 11月26日
- 經濟財政施政辯論
  - 經濟財政司司長譚伯源回應議員區錦新時表示，澳門定位為世界旅遊休閒中心符合國際市場潮流，但必須做足準備，迎接外、內挑戰。澳門日報
  - 譚伯源回應議員何潤生時表示，多項博彩業監管措施已進入立法程序。華僑報（页面存档备份，存于）
  - 譚伯源回應多名議員時表示，熱錢流入本澳的威脅相對較低，但強調政府會密切監察熱錢流入會否引起房地產市場炒賣。市民日報[]
- 焚化爐被揭發飛灰處理不慎，甚至任其飄出路環九澳堆填區外。環保局指會要求營運公司改善營運，並持續優化監管機制。正報新聞局（页面存档备份，存于）
- 法國外交部證實，駐港澳總領事馬克福已停職並召回巴黎，接受行政調查。法新社（页面存档备份，存于）
- 運輸工務司司長劉仕堯表示，政府對遏止房地產市場過度投機活動的決心堅定，並已作出適當部署，有需要時將採取果斷措施。新聞局（页面存档备份，存于）

## 11月25日
- 經濟財政施政辯論
  - 經濟財政司司長譚伯源表示，明年會推動負責任博彩。澳門日報
  - 譚伯源表示，政府已委託律師向非凡航空貸款保證人展開追收程序，保證人方面進入答辯程序，雙方代表律師正展開討論。政府不希望作公開討論。市民日報[]
- 莫慶恩、黃景強、王曉東、許嘉璐四人獲澳門大學頒授榮譽博士學位。澳門日報
- 賈嘉慧在廣州亞運女子68公斤級別賽事中奪得一面銅牌。市民日報[]
- 浸信中學家長發起簽名運動，反對在黑沙環衛生中心建立美沙酮中心。華僑報（页面存档备份，存于）

## 11月24日
- 行政法務施政辯論
  - 多名議員批評有人將近期鮮活商品的價格上升歸咎於「進口壟斷」，言語抹黑國家對澳門的照顧，是無良心、別有用心的做法。澳門日報
  - 身份證明局局長黎英杰表示，承認澳門特區護照免簽證國家地區不及香港多有其歷史原因。華僑報（页面存档备份，存于）
  - 行政法務司司長陳麗敏表示，正研究是否需要設立政法大學。市民日報[]
- 街總有研究指出，澳門和拱北之間物價差距逾倍。澳門日報
- 澳門回歸成就展最後一站在澳門綜藝館揭幕。澳門日報[]
- 廣州亞運，李廣祥和張佩思在空手道各奪得一面銅牌。市民日報[]市民日報[]
- 有市民到香港申訴，指在總理溫家寶訪澳期間被警方帶往山頂醫院並綁在床上。正報

## 11月23日
- 行政法務施政辯論
  - 行政法務司司長陳麗敏表示，明年會推動可以實施中央招聘，待有關配套法規頒佈便可實施。中央招聘將適用所有一般職程人員。澳門日報
  - 陳麗敏表示，年底頒布《主要官員通則》。華僑報（页面存档备份，存于）
  - 多名議員繼續就政制發展發表意見，其中關翠杏認為討論政制發展不違《基本法》。而陳麗敏強調民生工作優先。市民日報[]市民日報[]
  - 陳麗敏強調，將展開設立基本法展覽館可行性研究。澳門日報

## 11月22日
- 澳門監獄推出視像探訪服務。新聞局（页面存档备份，存于）
- 行政長官批示，設立「規管公共天線服務工作小組」。印務局（页面存档备份，存于）
- 行政長官批示，在2013年3月底之前完成採用為特區法律的澳門原有法律進行清理及適應化處理工作，由法務局協助並協調。印務局（页面存档备份，存于）
- 上月綜合消費物價指數比去年上升3.95%。統計暨普查局（页面存档备份，存于）

## 11月21日
- 第五十七屆澳門格蘭披治大賽車閉幕。4天賽事共吸引逾60,000人次入場觀看。莫他拿成為歷史上首位成功衛冕三級方程式比賽的車手。新聞局（页面存档备份，存于）華僑報（页面存档备份，存于）

## 11月20日
- 商人何鴻燊在香港禮賓府接受大紫荊勳章，由行政長官曾蔭權親自頒發，成為第一位同獲港澳兩地最高榮譽的人士。市民日報[]

## 11月19日
- 就澳門垃圾焚化中心被員工指尾氣排放量污染物超過標準，環境保護局責成營運商一星期內提交初步報告。新聞局（页面存档备份，存于）
- 立法會首次開會細則性審議《修改著作權及有關權利的法律制度》法案。華僑報（页面存档备份，存于）
- 本年第三季整體就業人口的每月工作收入中位數為9,000澳門元；本地就業居民的為10,000澳門元。統計星普查局（页面存档备份，存于）

## 11月18日
- 新澳門學社和青年動力分別發表聲明，批評政府在溫家寶總理訪澳期間對不同政見人士的處理手法。正報
- 位於新馬路柏寧停車場的電動車充電站啟用，是澳門首個設於公共停車場的充電站。華僑報（页面存档备份，存于）

## 11月17日
- 行政長官崔世安在立法會答問大會上再推出多項新措施，抗擊通脹。新聞局稍後再公佈更多措施。華僑報（页面存档备份，存于）新聞局（页面存档备份，存于）
- 「易研方案」民調指，明年施政報告獲五十五分，而最受支持和反對的政策都是房屋問題。正報
- 蔡良蟬於廣州亞運70公斤級散手（打）比賽以0比2的成績不敵中國的張勇，為中國澳門增添一面銀牌。市民日報[]

## 11月16日
- 行政長官崔世安發表2011年施政報告。現金分享和中央儲蓄金額有所下跌，但公務員加薪5%。全文
- 治安警突擊搜查路環九澳水泥廠地盤，共查獲27名香港、內地黑工和過界勞工；兩名地盤負責人及1名判頭被帶走協助調查。市民日報[]

## 11月15日
- 經濟財政司司長譚伯源表示，暫時不會讓澳門元與港元脫鉤。市民日報[]
- 一項關於快樂指數的民調顯示，澳門人的快樂指數為72分，其中八十後指數最低。華僑報（页面存档备份，存于）
- 幾內亞比紹駐澳門名譽領事館開幕。正報

## 11月14日
- 賈瑞在廣州亞運男子刀術棍術全能項目獲得金牌，為澳門在亞運會歷史取得金牌「零的突破」。香港電台（页面存档备份，存于）
- 溫家寶訪澳：
  - 溫家寶在與社會人士座談時提出「提高政府施政水平、促進經濟適度多元發展、努力保障和改善民生、重視維護社會和諧安定」四點希望。新聞局（页面存档备份，存于）
  - 溫家寶分別到多個地點參觀。隨後經蓮花口岸離澳。新聞局（页面存档备份，存于）新聞局（页面存档备份，存于）新聞局（页面存档备份，存于）新聞局[永久]新聞局（页面存档备份，存于）
  - 再有五名香港人被指違反《內部保安綱要法》被拒入境。明報即時新聞（页面存档备份，存于）

## 11月13日
- 溫家寶訪澳：
  - 國務院總理溫家寶早上9時30分抵達澳門國際機場，展開兩日訪問行程。新聞局（页面存档备份，存于）
  - 中國-葡語國家經貿合作論壇（澳門）第三屆部長級會議揭幕。新聞局（页面存档备份，存于）
  - 溫家寶在會見行政、立法、司法機關負責人時，提出了「以人為本、廉潔、忠於職守」的三點希望。正報
  - 香港支聯會和四五行動成員試圖到澳要求北京政府釋放異議人士，被澳門當局以《內部保安綱要法》拒絕入境。商業電台（页面存档备份，存于）
  - 五個團體共約一百五十人趁溫家寶訪澳遊行，結束後部份人士到司警局抗議兩名發起人被帶走。澳門電台（页面存档备份，存于）

## 11月12日
- 對於有傳聞指輕軌系統第一期行車物料及系統採購已批予日本公司，運建辦表示，招標工作仍在評標階段。正報
- 澳門城市藝穗節揭幕。澳門日報[]
- 廣州亞運揭幕，澳門派出245人參加19個比賽項目。市民日報[]

## 11月11日
- 民聯會到政府總部遞信，要求北京政府釋放劉曉波、趙連海等異見、維權人士。正報
- 廣州亞運澳門代表隊中有九名運動員因居澳門期限未符規定被取消參賽資格。星洲日報（页面存档备份，存于）
- 由梁安琪任董事長的澳門主題公園渡假村股份有限公司，宣布斥資104億澳門元在路氹城興建一個大型主題公園及酒店項目。市民日報[]
- 青洲坊凌晨有房屋被拆，發展商否認事件為其所為。華僑報（页面存档备份，存于）

## 11月10日
- 立法會一般性通過財政儲備制度法案，並一般性通過把公務員房屋津貼提昇至1500元。華僑報（页面存档备份，存于）華僑報（页面存档备份，存于）
- 江麗莉、鍾聖心分別獲委任為財政局正副局長。印務局（页面存档备份，存于）印務局（页面存档备份，存于）
- 最低工資首次納入社會協調常設委員會議程。正報
- 多名立法議員在議程前發言談及政制發展問題。市民日報[]

## 11月9日
- 立法會二十四名議員赴橫琴島考察。橫琴新區管理委員會主任牛敬表示，已向國家申請橫琴口岸實施二十四小時通關。華僑報（页面存档备份，存于）華僑報（页面存档备份，存于）
- 運輸工務司司長劉仕堯率團訪問廣州，了解今冬明春枯水期水量調度計劃及各個水庫的蓄水情況。新聞局（页面存档备份，存于）

## 11月8日
- 高教辦代主任吳小麗指，統一考試需社會共識。澳門日報
- 中國銀行董事長蕭剛指，澳門幣與美元掛鉤暫時沒有改變的理由，而立法議員吳國昌則提出書面質詢，建議為轉軌做準備。新華澳報[]正報
- 就國務院總理溫家寶周末訪澳，警察總局表示已收多個遊行口頭知會，又指歡迎所有符合特區出入境法律條例的人士來澳。市民日報[]
- 公共天線公司與澳門有線電視糾紛：
  - 運輸工務司司長劉仕堯表示，希望盡快解決公天問題。新聞局（页面存档备份，存于）
  - 六家公天公司表示，在與有線之間的司法訴訟在未有結果前，不會停止服務。華僑報（页面存档备份，存于）

## 11月7日
- 政府公佈，國務院總理溫家寶將於11月13日至14日訪澳，出席中國-葡語國家經貿合作論壇（澳門）第三屆部長級會議開幕式。新聞局（页面存档备份，存于）
- 澳門發展策略研究中心副會長馮家超認為金沙集團被指收集澳門官員負面資料屬個別事件。市民日報[]
- 即將投入運作的巴士公司維澳蓮運舉行招聘日。華僑報（页面存档备份，存于）

## 11月6日
- 政府接納澳廣視策略發展工作小組報告建議，同意澳廣視應定位為澳門公共廣播服務的提供者；設立公共廣播服務工作小組；並將檢討澳廣視董事會運作模式。新聞局（页面存档备份，存于）
- 同善堂展開一年一度的沿門勸捐。市民日報[]
- 政府公佈《澳門城市規劃編制體系研究報告》，建議應構建「三階段、六類型」規劃體系。澳門日報

## 11月5日
- 澳門大學橫琴校區主體工程開工。政府承認當中的隧道工程會影響十字門航道生態保護區。華僑報（页面存档备份，存于）華僑報（页面存档备份，存于）
- 行政長官崔世安前往泉州出席華僑大學五十周年校慶前表示明年會繼續現金分享計劃。新聞局（页面存档备份，存于）
- 保安司公佈今年首三季度罪案數字，整體罪案數字較去年同期下降8.7%。澳門日報

## 11月4日
- 立法議員吳國昌指，衛生局局長向其透露博彩公司計劃以空氣過濾機代替賭場全面禁煙。澳門電台（页面存档备份，存于）
- 審計署發表衡工量值式審計報告，指民署在綠化工作的管理意識存有不足。正報

## 11月3日
- 一名肉店男子死於豬鏈球菌感染。新聞局（页面存档备份，存于）
- 政府與澳電續約十五年，保證利率下降，使每年盈利下降一億元。新聞局（页面存档备份，存于）
- 經濟財政司司長譚伯源表示，特區政府會嚴格審批所有外勞申請，一視同仁，不會預先對任何企業作出承諾。 新聞局（页面存档备份，存于）
- 文化局澄清鄭家大屋屋簷滲水，是為了查找滲漏位置而作檢查。新聞局（页面存档备份，存于）
- 街總調查指受訪者認為行政長官在快將公布的施政報告中，首三項要處理的是房屋、醫療衛生、交通運輸。正報
- 環保局局長張紹基預期，今年年底至明年初將有明確的環保車政策。市民日報[]
- 司警拘捕三人，懷疑與「峨嵋山寶藏」騙案有關。華僑報（页面存档备份，存于）

## 11月2日
- 政府發言人譚俊榮就金沙集團前行政總裁控告主席一事指，如有人中傷或誣衊特區政府或特區政府官員，將保留法律追究權利。市民日報[]
- 國際反貪局聯合會第四次年會暨會員代表大會一連四日於澳門召開。正報
- 廉政專員馮文莊指，會在本月中旬推出「決策官員的財產公開申報制度」華僑報（页面存档备份，存于）

## 11月1日
- 兩部私家車在關閘廣場前地下行車隧道迎頭相撞，造成一死三傷。華僑報（页面存档备份，存于）
- 澳大校長趙偉表示，會在橫琴新校園落成前檢討收生數量。正報